# Coolidge (Texas)
Coolidge és una població dels Estats Units a l'estat de Texas. Segons el cens del 2000 tenia 848 habitants.

## Demografia
Segons el cens del 2000, Coolidge tenia 848 habitants, 305 habitatges, i 208 famílies. La densitat de població era de 337,5 habitants/km².
Dels 305 habitatges en un 39,3% hi vivien nens de menys de 18 anys, en un 47,2% hi vivien parelles casades, en un 15,7% dones solteres, i en un 31,8% no eren unitats familiars. En el 29,2% dels habitatges hi vivien persones soles el 15,7% de les quals corresponia a persones de 65 anys o més que vivien soles. El nombre mitjà de persones vivint en cada habitatge era de 2,78 i el nombre mitjà de persones que vivien en cada família era de 3,38.
Per edats la població es repartia de la següent manera: un 31,3% tenia menys de 18 anys, un 11,8% entre 18 i 24, un 26,9% entre 25 i 44, un 16,9% de 45 a 60 i un 13,2% 65 anys o més.
L'edat mediana era de 30 anys. Per cada 100 dones de 18 o més anys hi havia 95,6 homes.
La renda mediana per habitatge era de 23.558 $ i la renda mediana per família de 27.583 $. Els homes tenien una renda mediana de 24.896 $ mentre que les dones 17.132 $. La renda per capita de la població era d'11.589 $. Aproximadament el 23,6% de les famílies i el 25,2% de la població estaven per davall del llindar de pobresa.

## Poblacions més properes
El següent diagrama mostra les poblacions més properes.